# نورث بكين (إلينوي)
نورث بكين (بالإنجليزية: North Pekin)‏ هي منطقة سكنية تقع في الولايات المتحدة في مقاطعة تيزويل. يقدر عدد سكانها بـ 1,574 نسمة .

## الموقع الجغرافي
الموقع الجغرافي للمناطق المحيطة بهذه النقطة هو كالتالي: